# Cimdenieki
Cimdenieki är en ort i Lettland.   Den ligger i kommunen Grobiņas novads, i den västra delen av landet, 190 km väster om huvudstaden Riga. Cimdenieki ligger 4 meter över havet och antalet invånare är 448.
Terrängen runt Cimdenieki är platt. Runt Cimdenieki är det glesbefolkat, med 13 invånare per kvadratkilometer. Närmaste större samhälle är Liepāja, 6,4 km väster om Cimdenieki. I omgivningarna runt Cimdenieki växer i huvudsak blandskog.